# Sabina Donadío
Sabina Donadio (1 de noviembre de 1980 ) es una botánica, curadora, y profesora argentina.

## Biografía
Obtuvo su doctorado, en 2013, por la Facultad de Ciencias Exactas y Naturales (Universidad de Buenos Aires). 
Es investigadora asistente del  Consejo Nacional de Investigaciones Científicas y Técnicas de Argentina (CONICET), desarrollando sus actividades académicas botánicas en el "Instituto de Botánica Darwinion", San Isidro. Además pertenece a la Comisión de investigaciones científicas, de la provincia de Buenos Aires.

## Algunas publicaciones
- m.v. Nicola, s. Donadío, r. Pozner. 2015. A new species of Sicydium (Cucurbitaceae) from Argentina. Phytotaxa 197: 153-156[6]

- s. Donadío, r. Pozner, l.m. Giussani. 2015. Phylogenetyc relationships within Tillandsia subgenus Diaphoranthema (Bromeliaceae, Tillandsioideae) based on a comprehensive morphological dataset (resumen. Plant Syst. & Evol. 301: 387-410

- -------------. 2011. A valid name for the taxon known as Tillandsia bryoides auct. (Bromeliaceae). Darwiniana 49: 131-138

- -------------, l.m. Giussani, e.a. Kellogg, f.o. Zuloaga, o. Morrone. 2009. A preliminary molecular phylogeny of Pennisetum and Cenchrus (Poaceae-Paniceae) based on the trnL-F, rpl16 chloroplast markers. Taxon 58: 392-404

## Honores
Miembro
- Sociedad Argentina de Botánica
- La abreviatura «Donadio» se emplea para indicar a Sabina Donadío como autoridad en la descripción y clasificación científica de los vegetales.[7]